# Mustapha Hadji
Mustapha Hadji (àrab: مصطفى حاجي, Muṣṭafà Ḥājī) (Ifrane, Marroc, 16 de novembre de 1971) és un exfutbolista marroquí.
De jove immigrà a França on començà com a futbolista a l'AS Nancy. Després va jugar a l'Sporting de Lisboa, Deportivo de La Corunya, Coventry City FC, Aston Villa FC i una breu estada al RCD Espanyol el 2004, com a principals clubs. L'any 1998 fou nomenat Futbolista africà de l'any.
Tot i que se li oferí jugar amb la selecció francesa, Hadji es decidí per la selecció del Marroc, amb la qual disputà els Mundials de 1994 i 1998.